# Evagetes
Evagetes is een geslacht van vliesvleugelige insecten van de familie spinnendoders (Pompilidae).

## Soorten
- E. alamannicus (Bluthgen, 1944)
- E. baguenae Junco y Reyes, 1960
- E. cabrerai (Junco y Reyes, 1944)
- E. crassicornis - gewone koekoekspinnendoder (Shuckard, 1837)
- E. dubius - tweecellige koekoekspinnendoder (Vander Linden, 1827)
- E. elongatus (Lepeletier, 1845)
- E. fortunatus Wolf, 1970
- E. fuerteventurus Wolf, 1978
- E. gibbulus - drietand-koekoekspinnendoder (Lepeletier, 1845)
- E. iconionus Wolf, 1970
- E. juncoi Wolf, 1970
- E. littoralis - duin-koekoekspinnendoder (Wesmael, 1851)
- E. meriane Van der Smissen, 2003
- E. nasobema Wolf, 1970
- E. palmatus (Haupt, 1930)
- E. pectinipes - kam-koekoekspinnendoder (Linnaeus, 1758)
- E. piliferus Van der Smissen, 2003
- E. pontomoravicus (Sustera, 1938)
- E. proximus - viertand-koekoekspinnendoder (Dahlbom, 1843)
- E. sahlbergi - noordse koekoekspinnendoder (Morawitz, 1893)
- E. siculus - behaarde koekoekspinnendoder (Lepeletier, 1845)
- E. subglaber (Haupt, 1941)
- E. tumidosus (Tournier, 1890)